# زبان نوبین
زبان نوبین (Nòbíín) یک زبان نوبی شمالی از خانواده زبان‌های نیلوصحرایی رایج در امتداد کرانه‌های نیل در مصر علیا و شمال سودان است. «نوبین» در لغت به معنای «(زبان) نوبی‌ها» است.
در حال حاضر حدود ۶۱۰٬۰۰۰ گویشور نوبین وجود دارد. سخنرانان امروزی نوبین تقریباً همگی به گونه‌های محلی عربی مسلط هستند و به‌طور کلی به عربی نوین معیار (برای اهداف رسمی) و همچنین به عربی صعیدی یا عربی سودانی صحبت می‌کنند. بسیاری از نوبی‌های نوبی‌زبان در سال‌های ۱۹۶۳–۱۹۶۴ مجبور به نقل مکان شدند تا فضا برای ساخت سد اسوان در اسوان و دریاچه ناصر در بالادست باز شود.
هیچ دستور خط معیاری برای نوبین وجود ندارد. گرچه امروزه به دو خط لاتین و عربی نوشته می‌شود. همچنین اخیراً تلاش‌هایی برای احیای الفبای نوبی باستان صورت گرفته‌است.